# Botschaft der Republik Botswana in Berlin
Die Botschaft der Republik Botswana in Berlin ist die diplomatische Vertretung Botswanas in Deutschland. Das Botschaftsgebäude befindet sich an der Altensteinstraße 48a in Lichterfelde West, einem Villenviertel im Ortsteil Lichterfelde des Bezirks Steglitz-Zehlendorf.
Botschafter ist seit 14. Februar 2024 John-Thomas Dipowe.

## Geschichte

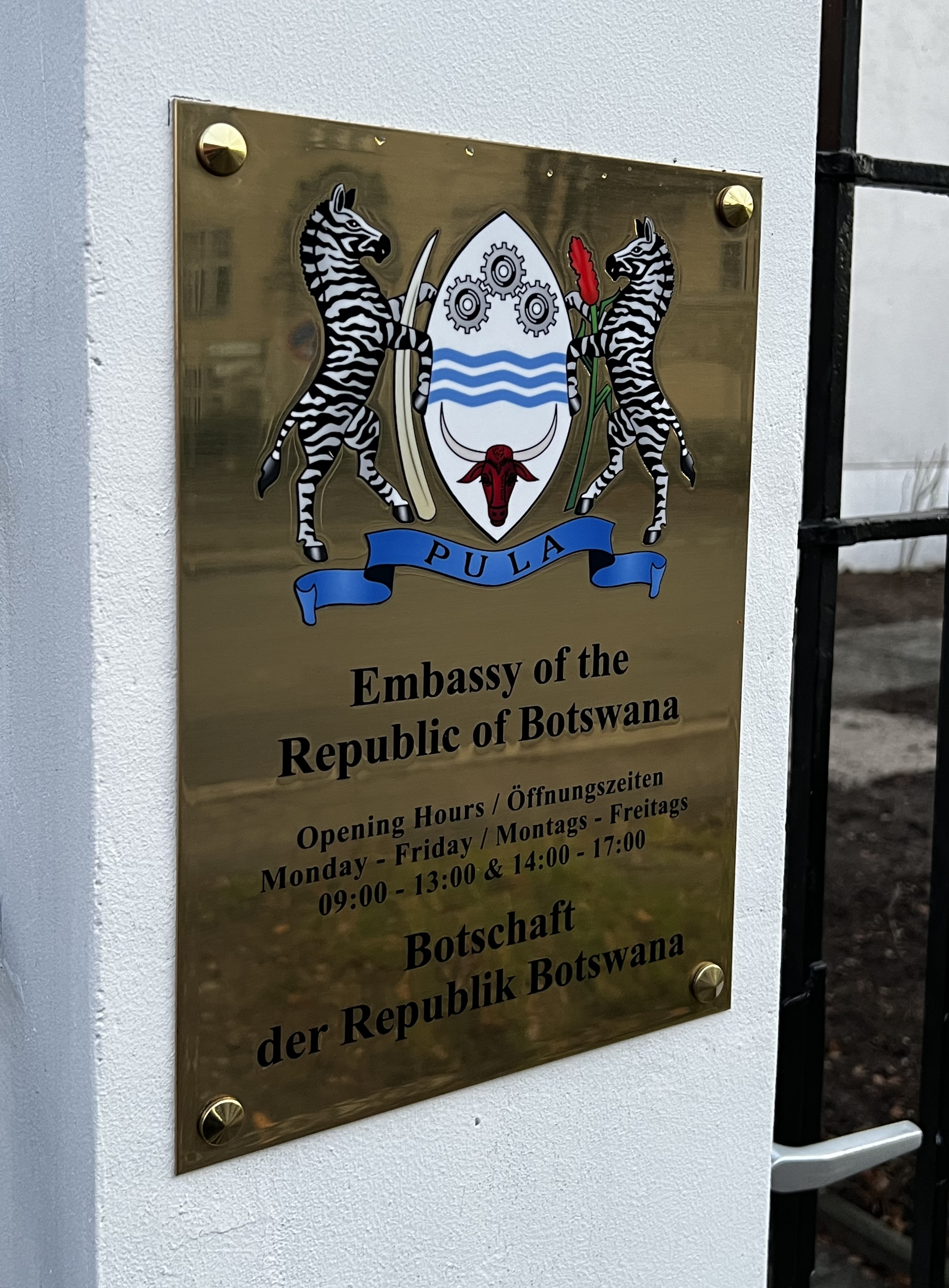
Plakette am Eingangstor

Seit 2013 unterhält Botswana eine Botschaft in Berlin. Bis 2023 nahm die Botschaft einen Teil des Bürogebäudes an der Lennéstraße 5 im Ortsteil Tiergarten ein. Im Januar 2023 zog die Botschaft in eine Villa in Lichterfelde West unweit des Botanischen Garten ein.

## Gebäude

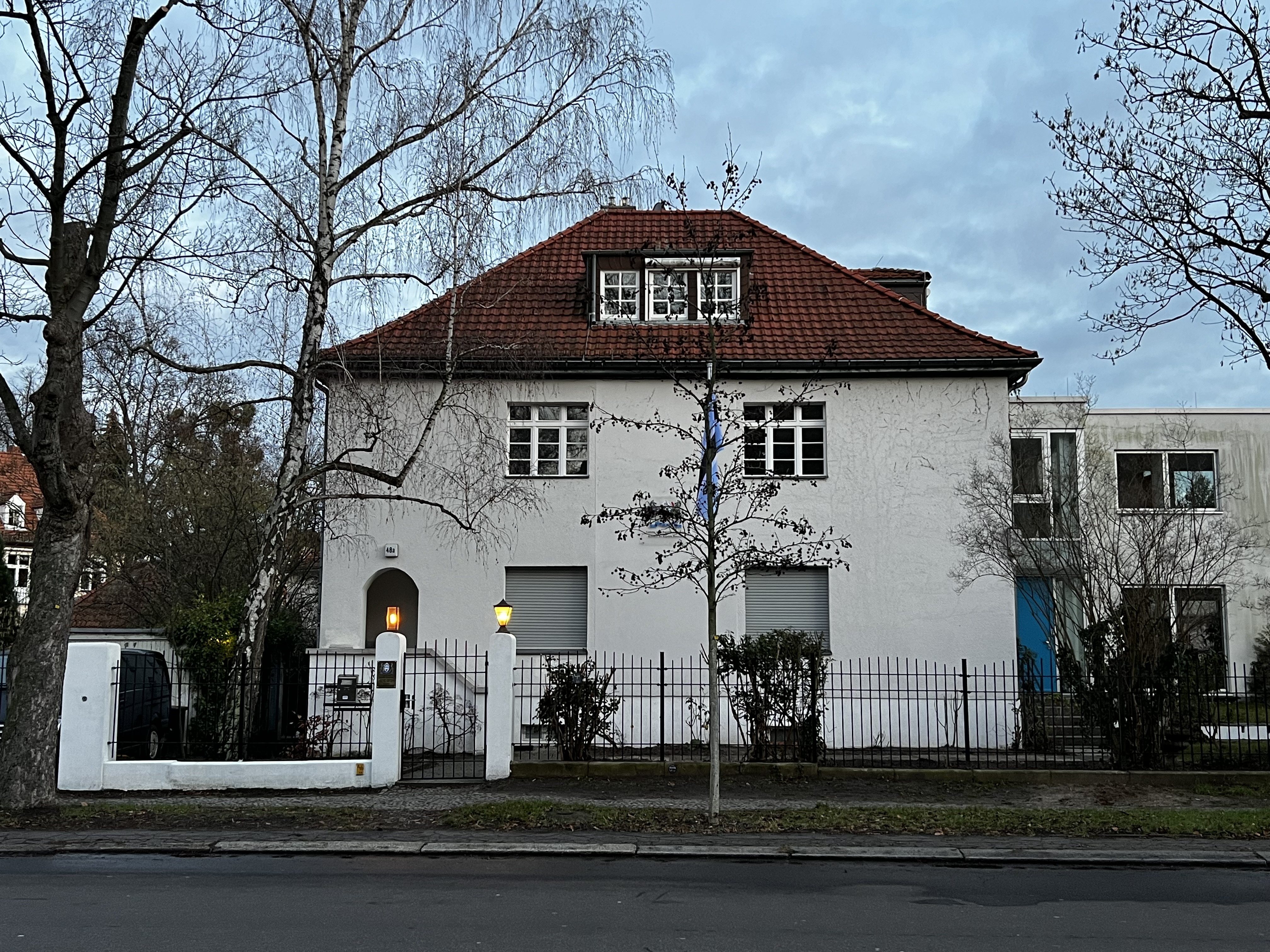
Botschaftsgebäude in Berlin-Lichterfelde

Die Villa ist im Stil der 1930er Jahre schlicht gehalten und erinnert in ihren Proportionen an ein Landhaus. Äußerlich weisen ein Fahnenmast sowie eine goldene Plakette auf den Botschaftsstandort hin. Östlich schließt ein moderner Erweiterungsbau an das Haus an.

## Botschafter
- 2014–2018: Tswelopele Cornelia Moremi
- 2019–2024: Mmasekgoa Masire-Mwamba
- seit 2024: John-Thomas Dipowe